# Danh sách chi của Noctuidae:D
Noctuidae là một họ bướm đêm lớn gồm rất nhiều chi:
A B C D E F G H I J K L M N O P Q R S T U V W X Y Z
| - Dacira - Dactyloplusia - Daddala - Dadica - Daedalina - Dagassa - Dahlia - Dallolmoia - Dandaca - Dantona - Daona - Dapha - Daphoenura - Darceta - Darcetina - Dargeochaeta - Dargida - Daseochaeta - Daseuplexia - Dasyblemma - Dasycampa - Dasyerges - Dasygaster - Dasymixis - Dasypodia - Dasypolia - Dasyspoudaea - Dasysternum - Dasythorax - Data - Datungia - Daubeplusia - Daula - Davea - Debrosania - Decarynodes - Decelea - Deceptria - Decticryptis - Dectocraspedon - Deinhugia - Deinopa - Deinopalpus - Deinypena - Delgamma - Delocoma | - Deltote - Dentilymnia - Deobriga - Depalpata - Deremma - Dermaleipa - Derrima - Desana - Desertoplusia - Desertullia - Desmophora - Despumosia - Deva - Devena - Dexiadena - Diachrysia - Diadochia - Diadocis - Diagrapta - Dialithis - Diallagma - Dialoxa - Dialta - Diamuna - Dianobia - Dianthivora - Diapera - Diaphone - Diapolia - Diarsia - Diascia - Diascoides - Diastema - Diastreptoneura - Diasyngrapha - Diataraxia - Diatenes - Dicerogastra - Dichagramma - Dichagyris - Dichonia - Dichoniopsis - Dichonioxa - Dichromia - Dicopis - Dictyestra | - Dicycla - Dida - Dierna - Diethusa - Diloba - Dimorphicosmia - Dimorphinoctua - Dinoprora - Dinumma - Diodines - Diomea - Diopa - Dioszeghyana - Diparopsis - Dipaustica - Diphteramoma - Diphthera - Diphtherocome - Dipinacia - Diplodira - Diplonephra - Diplothecta - Dipterygina - Diptheroides - Discestra - Dischalis - Discosema - Dissimactebia - Dissolophus - Disticta - Ditrogoptera - Divaena - Divercala - Dnopheropis - Docela - Dochmiogramma - Doerriesa - Dogninades - Dolichosomastis - Dolocucullia - Donacesa - Donda - Donuca - Donuctenusa - Dordura | - Dorika - Dorsippa - Dorstiana - Doryodes - Dosa - Douzdrina - Dragana - Draganodes - Drasteria - Drasteriodes - Draudtia - Draudtiana - Drepanoblemma - Drepanofoda - Drepanopalpia - Drepanoperas - Drepanophiletis - Drepanopses - Drepanorhina - Drobeta - Drucuma - Dryobota - Dryobotodes - Dryotype - Dubiphane - Dugaria - Duhemia - Dunira - Duriga - Dusponera - Dymba - Dyomyx - Dyops - Dypterygia - Dyrzela - Dysaletia - Dysedia - Dysglyptogona - Dysgnathia - Dysgonia - Dysgraphhadena - Dysmilichia - Dysocnemis - Dyspyralis - Dysthymia |